# ژان رابرت ارگاند
ژان-رُبِر آرگان (به فرانسوی: Jean Robert Argand) (زاده ۱۸ ژوئیه ۱۷۶۸، درگذشت ۱۳ اوت ۱۸۲۲) یک ریاضی‌دان غیر حرفه‌ای با استعداد بود. وی در سال ۱۸۰۶ در حالی که یک کتابفروشی را در پاریس اداره می‌کرد، نمایش هندسی اعداد مختلط را پیشنهاد کرد که با نام نمودار ارگان شناخته شد.او‌ همچنین ابداع کننده ی قدر مطلق در ریاضیات بوده است.

## زندگی
ژان-رُبِر آرگان در ژنو سوئیس به دنیا آمد، نام پدر او ژاک آرگان و مادرش ایو کرنک بود. از گذشته و آموزش‌هایی که گرفته اطلاعات زیادی در دسترس نیست چون او با استعداد خدا دادی و بدون آموزگار ریاضی را آموخته بود. او عضو هیچ سازمان مربوط به ریاضی نبود و ریاضی برای او بیشتر یک تفریح بود تا کار حرفه‌ای.
آرگان در سال ۱۸۰۶ همراه با خانواده اش به پاریس رفت و به صورت خصوصی کار خود بر روی اعداد مختلط را با عنوان Essai sur une manière de représenter les quantités imaginaires dans les constructions géométriques به معنی «تلاشی برای نمایش هندسی اعداد موهومی» منتشر کرد. این مقاله در سال ۱۸۱۳ در مجلهٔ فرانسوی Annales de Mathématiques دوباره منتشر شد و مورد بحث قرار گرفت. وی در این مقاله پیشنهاد کرده بود که بخش موهومی عدد مختلط {\displaystyle i} را می‌توان به صورت ۹۰ درجه دوران در صفحهٔ آرگان نشان داد. همچنین در همین میان بود که او برای اولین بار پیشنهاد کاربرد مفهوم قدر مطلق برای نشان دادن بزرگی بردارها و اعداد مختلط را داد. البته ریاضی دان‌های دیگری چون کارل فریدریش گاوس و کاسپر وسل نیز در زمینهٔ اعداد مختلط تلاش کرده‌اند. وسل در سال ۱۷۹۹ در مقاله‌ای روش مشابهی را برای نمایش این اعداد پیشنهاد کرد که چندان مورد توجه قرار نگرفت.
همچنین آرگان به دلیل اثباتی که برای قضیه اساسی جبر در سال ۱۸۱۴ ارائه کرد شناخته شده‌است. که اثبات او اولین اثبات کامل و دقیق بود.
ژ-ر آرگان به دلیل نامعلومی در ۱۳ اوت ۱۸۲۲ در پاریس درگذشت.